# Recopa Sudamericana 2009
La Recopa Sudamericana 2009 fue la decimoséptima edición del torneo organizado por la Confederación Sudamericana de Fútbol, que enfrenta anualmente al campeón de la Copa Libertadores de América con el campeón de la Copa Sudamericana.
Los equipos que participaron fueron la Liga de Quito de Ecuador, campeón de la Copa Libertadores 2008, e Internacional de Brasil, vencedor de la Copa Sudamericana 2008. Se enfrentaron en dos partidos disputados en los estadios Beira-Rio de Porto Alegre, y Casa Blanca de Quito, los días 25 de junio y 9 de julio de 2009, respectivamente. La Liga de Quito se consagró campeón del certamen por primera vez, tras ganar los dos encuentros con sendos resultados de 1-0 y 3-0.

## Equipos participantes
|  | Internacional |  | Bandera de Brasil  |  | Campeón de la Copa Sudamericana (2008) |
|  | Liga de Quito |  | Bandera de Ecuador |  | Campeón de la Copa Libertadores (2008) |

## Sedes
| Porto Alegre                   | Quito                          |
| ------------------------------ | ------------------------------ |
| Estadio Beira-Rio              | Estadio Casa Blanca            |
| Capacidad: 50 842 espectadores | Capacidad: 55 104 espectadores |
|                                |                                |

## Resultados
| Bandera de Ecuador | vs. | Bandera de Brasil |
| Liga de Quito 1 3  | vs. | Internacional 0   |

### Partido de ida
| 25 de junio de 2009, 21:50 (UTC-3) | Internacional | 0:1 (0:0) | Liga de Quito | Estadio Beira-Rio, Porto Alegre                               |                                                               |
|                                    |               |           | Bieler 53'    | Asistencia: 30 284 espectadores Árbitro(s): Juan Ernesto Soto | Asistencia: 30 284 espectadores Árbitro(s): Juan Ernesto Soto |

| 1          | POR        | Lauro               |     |
| 2          | DEF        | Bolívar             |     |
| 3          | DEF        | Índio               |     |
| 14         | DEF        | Danny Morais        |     |
| 16         | DEF        | Marcelo Cordeiro    |     |
| 8          | MED        | Sandro              | 84' |
| 5          | MED        | Pablo Guiñazú       |     |
| 17         | MED        | Andrezinho          | 57' |
| 10         | MED        | Andrés D'Alessandro |     |
| 7          | DEL        | Taison              |     |
| 19         | DEL        | Alecsandro          | 65' |
| Entrenador | Entrenador | Tite                |     |

| 22         | POR        | Alexander Domínguez |     |
| 23         | DEF        | Jairo Campos        |     |
| 2          | DEF        | Norberto Araujo     |     |
| 3          | DEF        | Renán Calle         | 78' |
| 13         | MED        | Néicer Reasco       |     |
| 5          | MED        | Ulises de la Cruz   |     |
| 20         | MED        | Enrique Vera        |     |
| 8          | MED        | Patricio Urrutia    |     |
| 4          | MED        | Paúl Ambrosi        |     |
| 10         | MED        | Christian Lara      | 70' |
| 16         | DEL        | Claudio Bieler      | 84' |
| Entrenador | Entrenador | Jorge Fossati       |     |

| 18 | MED | Giuliano     | 57' |
| 21 | DEL | Leandrão     | 65' |
| 13 | DEF | Danilo Silva | 84' |

| 19 | DEL | Claudio Graf    | 70' |
| 24 | DEF | Carlos Espínola | 78' |
| 6  | MED | Pedro Larrea    | 84' |

|  |  |  |  |

| Anotado | 57' | Claudio Bieler | 0:1 |

| Amonestado | 37' | Andrezinho    |
| Amonestado | 44' | Índio         |
| Amonestado | 49' | Pablo Guiñazú |

| Amonestado | 38' | Ulises de la Cruz |
| Amonestado | 44' | Jairo Campos      |
| Amonestado | 50' | Renán Calle       |
| Amonestado | 65' | Paul Ambrosi      |
| Amonestado | 75' | Néicer Reasco     |

| Expulsado | 72' | Bolívar |

|  |  |  |

| Árbitro             | Juan Ernesto Soto |
| Árbitros asistentes | Rafael Yánez      |
| Árbitros asistentes | Gerardo Quintero  |
| Cuarto árbitro      | Mayker Gómez      |

| 1          | POR        | Lauro               |     |
| 2          | DEF        | Bolívar             |     |
| 3          | DEF        | Índio               |     |
| 14         | DEF        | Danny Morais        |     |
| 16         | DEF        | Marcelo Cordeiro    |     |
| 8          | MED        | Sandro              | 84' |
| 5          | MED        | Pablo Guiñazú       |     |
| 17         | MED        | Andrezinho          | 57' |
| 10         | MED        | Andrés D'Alessandro |     |
| 7          | DEL        | Taison              |     |
| 19         | DEL        | Alecsandro          | 65' |
| Entrenador | Entrenador | Tite                |     |

| 22         | POR        | Alexander Domínguez |     |
| 23         | DEF        | Jairo Campos        |     |
| 2          | DEF        | Norberto Araujo     |     |
| 3          | DEF        | Renán Calle         | 78' |
| 13         | MED        | Néicer Reasco       |     |
| 5          | MED        | Ulises de la Cruz   |     |
| 20         | MED        | Enrique Vera        |     |
| 8          | MED        | Patricio Urrutia    |     |
| 4          | MED        | Paúl Ambrosi        |     |
| 10         | MED        | Christian Lara      | 70' |
| 16         | DEL        | Claudio Bieler      | 84' |
| Entrenador | Entrenador | Jorge Fossati       |     |

| 18 | MED | Giuliano     | 57' |
| 21 | DEL | Leandrão     | 65' |
| 13 | DEF | Danilo Silva | 84' |

| 19 | DEL | Claudio Graf    | 70' |
| 24 | DEF | Carlos Espínola | 78' |
| 6  | MED | Pedro Larrea    | 84' |

|  |  |  |  |

| Anotado | 57' | Claudio Bieler | 0:1 |

| Amonestado | 37' | Andrezinho    |
| Amonestado | 44' | Índio         |
| Amonestado | 49' | Pablo Guiñazú |

| Amonestado | 38' | Ulises de la Cruz |
| Amonestado | 44' | Jairo Campos      |
| Amonestado | 50' | Renán Calle       |
| Amonestado | 65' | Paul Ambrosi      |
| Amonestado | 75' | Néicer Reasco     |

| Expulsado | 72' | Bolívar |

|  |  |  |

| Árbitro             | Juan Ernesto Soto |
| Árbitros asistentes | Rafael Yánez      |
| Árbitros asistentes | Gerardo Quintero  |
| Cuarto árbitro      | Mayker Gómez      |

### Partido de vuelta
| 9 de julio de 2009, 19:50 (UTC-5) | Liga de Quito                       | 3:0 (2:0) | Internacional | Estadio Casa Blanca, Quito                                 |                                                            |
|                                   | Espínola 9' · Bieler 41' · Vera 53' |           |               | Asistencia: 55 000 espectadores Árbitro(s): Carlos Chandía | Asistencia: 55 000 espectadores Árbitro(s): Carlos Chandía |

| 22         | POR        | Alexander Domínguez | 63' |
| 2          | DEF        | Norberto Araujo     |     |
| 24         | DEF        | Carlos Espínola     |     |
| 3          | DEF        | Jairo Campos        |     |
| 13         | MED        | Néicer Reasco       |     |
| 5          | MED        | Ulises de la Cruz   |     |
| 8          | MED        | Patricio Urrutia    |     |
| 20         | MED        | Enrique Vera        | 81' |
| 4          | MED        | Paúl Ambrosi        |     |
| 10         | MED        | Christian Lara      | 77' |
| 16         | DEL        | Claudio Bieler      |     |
| Entrenador | Entrenador | Jorge Fossati       |     |

| 1          | POR        | Lauro               |     |
| 13         | DEF        | Danilo Silva        |     |
| 3          | DEF        | Índio               |     |
| 14         | DEF        | Danny Morais        |     |
| 6          | DEF        | Kléber              |     |
| 20         | MED        | Glaydson            | 46' |
| 11         | MED        | Magrão              |     |
| 5          | MED        | Pablo Guiñazú       |     |
| 10         | MED        | Andrés D'Alessandro | 72' |
| 7          | DEL        | Taison              | 52' |
| 9          | DEL        | Nilmar              |     |
| Entrenador | Entrenador | Tite                |     |

| 1  | POR | Francisco Cevallos | 63' |
| 19 | DEL | Claudio Graf       | 77' |
| 15 | MED | William Araujo     | 81' |

| 17 | MED | Andrezinho   | 46' |
| 19 | DEL | Alecsandro   | 52' |
| 24 | MED | Luis Bolaños | 72' |

| Anotado | 10' | Carlos Espínola | 1:0 |
| Anotado | 40' | Claudio Bieler  | 2:0 |
| Anotado | 53' | Enrique Vera    | 3:0 |

|  |  |  |  |

| Amonestado | 1'  | Carlos Espínola |
| Amonestado | 77' | Norberto Araujo |

| Amonestado | 80' | Danny Morais |

| Árbitro             | Carlos Chandía |
| Árbitros asistentes | Cristian Julio |
| Árbitros asistentes | Lorenzo Acuña  |
| Cuarto árbitro      | Jorge Osorio   |

| 22         | POR        | Alexander Domínguez | 63' |
| 2          | DEF        | Norberto Araujo     |     |
| 24         | DEF        | Carlos Espínola     |     |
| 3          | DEF        | Jairo Campos        |     |
| 13         | MED        | Néicer Reasco       |     |
| 5          | MED        | Ulises de la Cruz   |     |
| 8          | MED        | Patricio Urrutia    |     |
| 20         | MED        | Enrique Vera        | 81' |
| 4          | MED        | Paúl Ambrosi        |     |
| 10         | MED        | Christian Lara      | 77' |
| 16         | DEL        | Claudio Bieler      |     |
| Entrenador | Entrenador | Jorge Fossati       |     |

| 1          | POR        | Lauro               |     |
| 13         | DEF        | Danilo Silva        |     |
| 3          | DEF        | Índio               |     |
| 14         | DEF        | Danny Morais        |     |
| 6          | DEF        | Kléber              |     |
| 20         | MED        | Glaydson            | 46' |
| 11         | MED        | Magrão              |     |
| 5          | MED        | Pablo Guiñazú       |     |
| 10         | MED        | Andrés D'Alessandro | 72' |
| 7          | DEL        | Taison              | 52' |
| 9          | DEL        | Nilmar              |     |
| Entrenador | Entrenador | Tite                |     |

| 1  | POR | Francisco Cevallos | 63' |
| 19 | DEL | Claudio Graf       | 77' |
| 15 | MED | William Araujo     | 81' |

| 17 | MED | Andrezinho   | 46' |
| 19 | DEL | Alecsandro   | 52' |
| 24 | MED | Luis Bolaños | 72' |

| Anotado | 10' | Carlos Espínola | 1:0 |
| Anotado | 40' | Claudio Bieler  | 2:0 |
| Anotado | 53' | Enrique Vera    | 3:0 |

|  |  |  |  |

| Amonestado | 1'  | Carlos Espínola |
| Amonestado | 77' | Norberto Araujo |

| Amonestado | 80' | Danny Morais |

| Árbitro             | Carlos Chandía |
| Árbitros asistentes | Cristian Julio |
| Árbitros asistentes | Lorenzo Acuña  |
| Cuarto árbitro      | Jorge Osorio   |

|                                   |
| Bandera de Ecuador                |
| Campeón Liga de Quito 1.er título |